# Geylang
Geylang is een wijk in Singapore met een oorspronkelijke traditionele bebouwing en kleinschalige eetgelegenheden. De wijk onderscheidt zich daarmee van de nieuwbouw in het centrum en de winkelgebieden rond Orchard Road. In Geylang zijn veel smalle straatjes (zogenaamde lorungs) met vissenkom-bordelen (huizen waar je naar binnen kunt lopen en waar enkele prostituees achter een ruit staan) waar voornamelijk buitenlandse prostituees werken, onder andere afkomstig uit China, Maleisië, India, Indonesië, de Filipijnen en Thailand.
's Avonds lopen er honderden prostituees over straat, meestal nabij de zogenaamde 'Hotel 81'-gebouwen (hotels waar men voor 10 Singaporese dollar een uur een kamer kan huren). Deze gebouwen zijn speciaal ingericht voor prostitutie. Veel van de hotels hebben een drive-invoorziening voor bezoekers met auto en prostituee.